# Atari Cojag
Atari Cojag es una Placa de arcade creada por Atari destinada a los salones arcade.

## Descripción
El Atari Cojag fue lanzada por Atari en 1994. El nombre es la abreviación de "Coin-Op Jaguar", ya que esta placa está basada en la consola Atari Jaguar.
El sistema es similar a la Atari Jaguar pero con algunas diferencias: Cojag tenía un procesador R3000 a 33 MHz y para el juego Area 51 cambiaba a un 68EC020 funcionando a 25Mhz, tarjeta gráfica  "Tom" funcionando a 26MHz  y sonido "Jerry" operando a 26 MHz. Además, Cojag añadía un disco duro y más memoria RAM.
En esta placa funcionaron tres títulos y cuatro prototipos.

## Especificaciones técnicas

### Procesador
- R3000 a 33 MHz
- 68EC020 funcionando a 25Mhz (solo en Area 51 y la primera revisión de Area 51 : Maximum Force Duo)

### Tarjeta gráfica
- "Tom" funcionando a 26MHz
  -     - GPU de 32-bit con arquitectura RISC, 4K de caché interna, permite un amplio repertorio de efectos gráficos
    - Procesador programable de 64-bit orientado a objetos; puede comportarse como distintas arquitecturas gráficas
    - Blitter de 64-bit – operaciones lógicas de alta velocidad, Z-Buffering y sombreado Gouraud
    - Controlador de memoria DRAM de 64-bit (no es un procesador)

### Audio
- "Jerry" a 26 MHz
  - DSP de 32-bit con arquitectura RISC y 8k de caché interna
  - Sonido con calidad CD (16-bit stereo)
    - Número de canales de sonido limitados por software
    - Dos DACs (stereo) convierten las señales digitales en sonido analógico

  - Síntesis por tabla de ondas, síntesis FM, síntesis por muestras FM y síntesis AM
  - Un bloque de control del reloj, incorporando contadores y una UART
  - Control del joystick

## Lista de videojuegos
- 3 On 3 Basketball
- Area 51
- Area 51 : Maximum Force Duo
- Fishin' Frenzy
- Freeze
- Maximum Force
- Vicious Circle